# Ángel Cequeira
Ángel Cequeira (Isidro Casanova, Buenos Aires, Argentina, 17 de diciembre de 1994) es un futbolista argentino. Juega de mediocampista en el Club Sportivo Bernardino Rivadavia.

## Clubes
| Club                    | País      | Año           | PJ | Goles |
| ----------------------- | --------- | ------------- | -- | ----- |
| Atlanta                 | Argentina | 2013 - 2014   | 43 | 0     |
| Sportivo Italiano       | Argentina | 2015          | 2  | 0     |
| Atlanta                 | Argentina | 2016-2017     | 8  | 0     |
| Sportivo Rivadavia (VT) | Argentina | 2017-presente |    |       |